# Alla breve

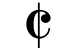
Symbool

In de muziek is alla breve de benaming voor de aanduiding van een maatsoort waarin de halve noot de teleenheid is. De term komt uit het Italiaans: alla, op de manier van, en breve (van brevis), kort. De term is reeds in gebruik sinds de vroege barokmuziek.
In tegenstelling tot de andere maatsoorten die de kwartnoot (1/4, 2/4 3/4 en 4/4)  als maateenheid hebben, heeft deze maatsoort de halve noot als maateenheid (2/2, 4/2). Hierdoor wordt het tempo van de muziek feitelijk verdubbeld.
Deze maatsoort wordt tegenwoordig meestal gebruikt voor een 2/2-maat en aan de sleutel weergegeven met een doorgestreepte C (zie figuur), in contrast met een 4/4-maat die wel met een C wordt aangeduid.